# 드라비다어족
드라비다어족(영어: Dravidian languages)은 인도 남부에 거주하는 드라비다인들이 사용하는 언어들로 이루어지는 어족이다. 현대에는 인도 남부와 스리랑카 지역을 중심으로, 이외에 인도 중·동부나 파키스탄, 네팔, 아프가니스탄, 이란의 일부 지역에서도 쓰이고 있다. 오늘날 이 어족의 언어들을 사용하는 사람들은 대략 2억 명 정도로 추산된다.

## 계통
현재까지 알려진 어족들 중에서 이 어족과 관련있는 타 어족은 없는 것으로 추정되지만, 오랜 기간 접촉을 통해 인도 북부 등지에서 사용되는 인도유럽어족의 인도아리아어군 언어들과 영향을 주고 받았다.
인도유럽어족, 우랄어족, 알타이어족을 비롯한 세계의 다른 언어 계통과 연관성을 증명하려 한 다양한 가설들이 제시되었으나 널리 받아들여진 것은 없다. 1970년대 David W. McAlpin은 수메르 문명의 동쪽에 위치하여 있던 엘람 문명의 엘람어가 드라비다어족과 연관되어 있다는 엘람-드라비다어족 가설을 주장하여 일부 후속 연구로 이어졌으나 주류설은 아니다.

## 선사시대
드라비다어의 기원과 초기 발전에 관해서는 아직 불분명한 점이 많다. 드라비다어는 인도아리아어의 확산 이전에 인도 아대륙에서 널리 쓰이던 토착 언어였다고 생각된다. 일부 학자들은 드라비다어가 궁극적으로 기원전 4~3천년대에 이란 고원으로부터 유입된 것일 수 있다고 제안하나, 현재로서 재구성된 드라비다조어의 어휘는 이것이 토착 언어일 가능성을 더 뒷받침한다.
기원전 3300~1900년에 인더스 유역에서 번성한 인더스 문명에서 사용되던 언어가 드라비다어족의 언어였을 것이라는 추정도 존재해 왔으나, 이 가설의 언어학적 근거는 모호하다. 오늘날 드라비다어는 인도 남부에서 주로 쓰이고 있으나 예전에는 더 넓은 지역에서 사용되었을 가능성이 있다. 이러한 관점에 따르면 기원전 1500년경에 인도 북서부에서 시작된 인도아리아인 이주와 기원전 1100년의 쿠루 왕국 수립 이후 북인도의 산스크리트화가 시작되어 북인도에서 쓰이던 드라비다어가 대체되었다. 인도 중부의 쿠루크어, 말토어와 파키스탄 발루치스탄 지역의 브라후이어가 그 잔재라는 주장도 있으나, 이에 대해서는 이들이 비교적 최근에 남인도에서 이주해 온 것이라는 반론도 존재한다.
한편 베다 산스크리트어에서 드러나는 몇가지 드라비다어의 영향이 있다. 리그베다에서는 최소 12개의 드라비다어 차용어를 찾을 수 있으며, 음운의 측면에서도 리그베다에서부터 드러나는 권설음은 다른 어떤 인도유럽어에서도 보이지 않으나 드라비다어와는 공유한다. 또한 자매 언어인 아베스타어에서는 찾을 수 없는 베다 산스크리트어만의 몇가지 문법적 특징도 보이는데, 예를 들어 드라비다어에서와 동일한 기능을 하는 동명사가 있다. 일부 학자들은 이것을 중기 인도아리아어가 드라비다어 기층 위에 구축된 흔적이라고 설명한다.

## 분류
| - 타밀칸나다어군 - 칸나다어 - 바다가어 - 우랄리어 - 칸나다어 - 홀리야어 - 타밀코다구어 - 코다구어 - 타밀말라얄람어 - 만난어 - 말라얄람어 - 라불라어 - 말라리안어 - 말라베단어 - 말라얄람어 - 말라판다람어 - 아라나단어 - 카다르어 - 파니야어 - 팔리얀어 - 타밀어 - 무투반어 - 숄라가어 - 이룰라어 - 예루쿨라어 - 카이카디어 - 쿠룸바어 - 타밀어 - 토다코타어 - 툴루어군 - 벨라리어 - 코라가어 - 코라어 - 무두어 - 쿠디야어 - 툴루어 - 미분류 - 울라탄어 | - 곤드쿠이어군 - 곤드어군 - 극동무리아어 - 나가르찰어 - 남부곤드어 - 단다미어 - 동무리아어 - 마리아어 - 북부곤드어 - 서무리아어 - 키르와르어 - 파르단어 - 콘다쿠이어 - 만다쿠이어 - 만다펭고어 - 만다어 - 펭고어 - 쿠이쿠비어 - 코야어 - 쿠이어 - 쿠비어 - 콘다어 - 텔루구어군 - 만나도라어 - 사바라어 - 와다르어 - 첸추어 - 텔루구어 |

| - 네팔쿠르흐어 - 브라후이어 - 사우리아파하리아어 - 쿠마르바그파하리아어 - 쿠루흐어 | - 콜람나이키어군 - 나이키어 - 남동콜람어 - 북서콜람어 - 파르지가다바어군 - 두루와어 - 무딜리가다바어 - 파르지어 - 포탕기올라르가다바어 | - 알라르어 - 바지가르어 - 바리아어 - 카마르어 - 카니카란어 - 쿠리치야어 - 말랑쿠라반어 - 비샤반어 |

## 같이 보기
- 인도의 언어
- 인도의 공용어 목록
- 모어 화자 수순 인도 언어 목록

## 참고 문헌
- Andronov, Mikhail Sergeevich (2003), 《A Comparative Grammar of the Dravidian Languages》, Otto Harrassowitz, ISBN 978-3-447-04455-4.
- Krishnamurti, Bhadriraju (2003), 《The Dravidian Languages》, Cambridge University Press, ISBN 0-521-77111-0.
- Trask, Robert Lawrence (2000), 《The Dictionary of Historical and Comparative Linguistics》, Routledge, ISBN 1-57958-218-4.
- Witzel, Michael (1999), “Early Sources for South Asian Substrate Languages” (PDF), 《Mother Tongue》 (extra number): 1–76, 2016년 3월 3일에 원본 문서 (PDF)에서 보존된 문서, 2013년 5월 22일에 확인함.
- Zvelebil, Kamil (1990), 《Dravidian Linguistics: An Introduction》, Pondicherry Institute of Linguistics and Culture, ISBN 978-81-8545-201-2.